# SAP Arena
SAP Arena – hala widowiskowo-sportowa w Mannheimie (Niemcy). Jest to domowa hala zespołu hokejowego Adler Mannheim. Została otwarta w 2005 i jest w stanie pomieścić do 15 tys. widzów (w zależności od konfiguracji). Nazwa obiektu pochodzi od przedsiębiorstwa SAP SE. Od sezonu 2015/2016 jest organizowany finał Pucharu Niemiec w piłce siatkowej mężczyzn.

## Użytkownicy hali
Mecze ligowe rozgrywają tu:
- hokeiści – Adler Mannheim
- piłkarze ręczni – Rhein-Neckar Löwen

## Większe wydarzenia
- Mistrzostwa Świata w Hokeju na Lodzie w 2010.